# 謝本嵩
謝本嵩，贵州赤水人，清朝官員，同進士出身。
道光十六年（1836年）太后六旬丙申恩科進士，三甲二十名，即用知縣，改思南府教授。